# Mercury Sable

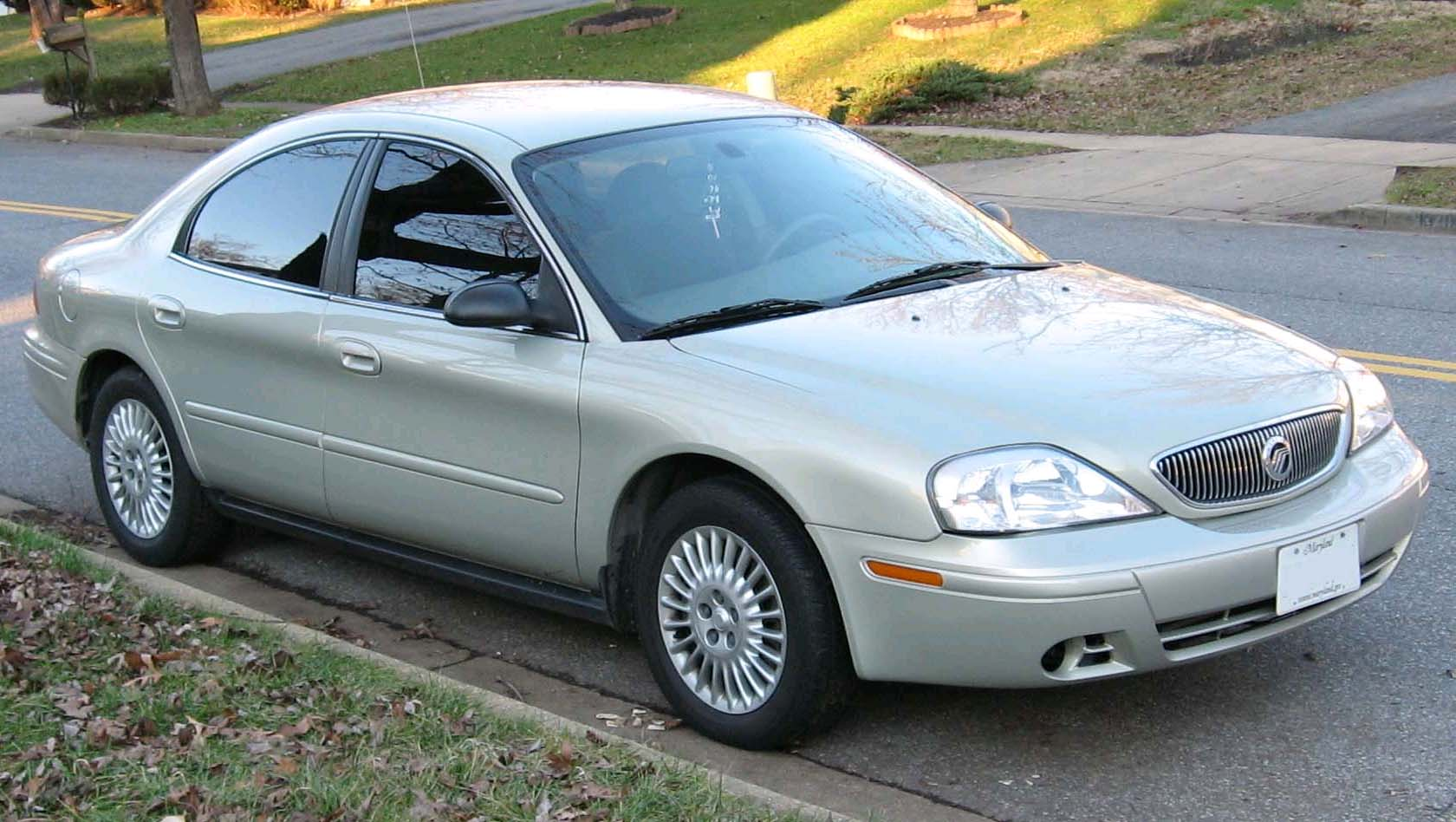
2004-2006 Mercury Sable GS sedan

De Mercury Sable was een serie auto's die geleverd werden door Ford Motor Company onder de naam van het dochtermerk Mercury. Het model werd in 1992 oorspronkelijk op de markt gezet als middenklasse, iets boven de Ford Taurus, maar groeide uiteindelijk uit tot een auto in het hogere middenklasse-segment.
Het model was een schot in de roos voor zowel het merk Mercury als ook de Amerikaanse auto-industrie. In de twintig jaar dat deze auto op de markt was, zijn er bijna 2 miljoen exemplaren van verkocht.
Het model was zo futuristisch tijdens de introductie van het model, dat de pers al gauw schreef dat deze auto van de maan afkomstig was; vooral de lightbar tussen de beide koplampen deed dit oproepen. De lightbars zijn in de beginjaren negentig nog door enkele andere merken gekopieerd, en ze kwamen in eigen huis ook terug in de Villager.
Vanaf de introductie in 1986 zijn er in totaal vijf generaties op de markt geweest van de Sable.

## De eerste generatie (1986 – 1991)

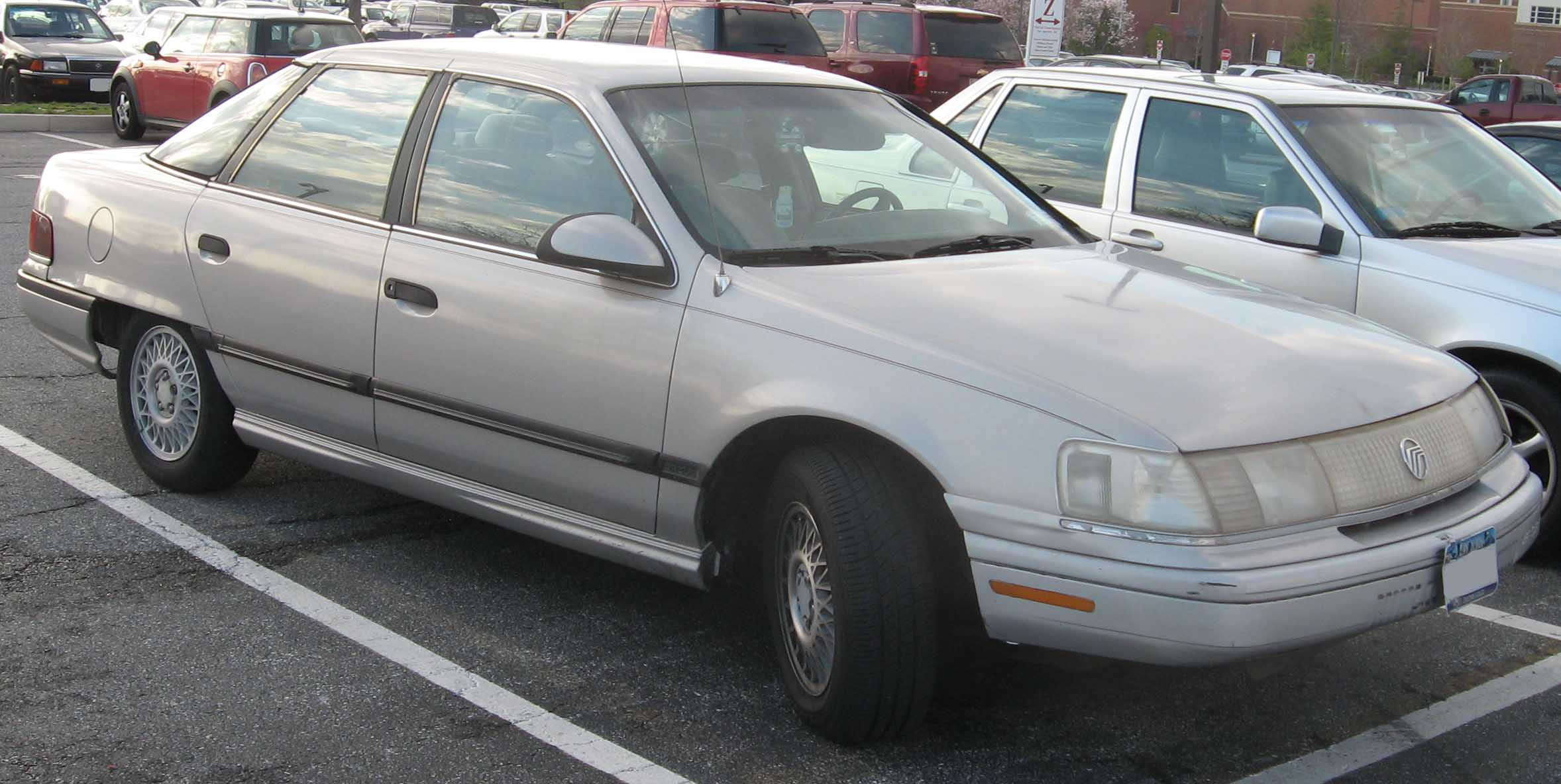
De eerste generatie

De eerste generatie was ontworpen door Jack Telnack, kwam in december 1985 als 1986-model op de markt en zou tot 1996 op de markt blijven. De auto was te verkrijgen als vierdeurs sedan en als vierdeurs wagon.
De auto was al in het eerste jaar van zijn bestaan een succes: er werden zo’n 300.000 Sables verkocht in het eerste jaar.
De auto stond op het Ford D186-platform en alleen leverbaar met automatische transmissie. Hij was te verkrijgen in twee uitrustingsniveaus: de basisversie kreeg de aanduiding GS mee en de luxueuzere versie kreeg de aanduiding LS mee. Daarnaast kon men kiezen uit de volgende drie type motoren: de 2,5L HSC14-motor met 90 pk, de 3.0L vulcan v6-motor die de beschikking had over 140 pk, net zoveel als de 3,8 L Essex v6-motor.
De carrosserie was vlot en aerodynamisch uitgevoerd, en de zogenaamde vliegtuigdeuren waren er om de geluidsreductie met betrekking tot het windgeruis te verminderen. Om deze reden waren de deurgrepen ook zo veel mogelijk glad met de carrosserie uitgevoerd. De auto beschikte over een groot glasoppervlak, dat voorzien was van slanke raamstijlen. Ook bij het achterraam was men het design niet vergeten: dit liep van de b-stijl rond naar het achterraam, en de b-stijlen waren zwart gespoten om zo de indruk te geven dat het voor- en achterraam aan elkaar verbonden waren.
Ook qua interieur was de Sable onderscheidend: hij was te verkrijgen met kuipstoelen, wat in de middenklasse auto’s in die tijd uit de Verenigde Staten zeer ongewoon was. Ook het dashboard was voor die tijd uniek: dit was rond de bestuurder gevormd en liep door in de deur, waardoor er een idee van een cockpit werd gecreëerd.
De eerste generatie Sable onderging in zijn productiejaren slechts kleine wijzigingen; dit betrof dan voornamelijk technische en uitrustingswijzigingen.
De auto had de volgende afmetingen (tussen de haakjes staan de afmetingen van de wagon indien deze afwijkend zijn):
De bouwjaren 1986 – 1988:
- Lengte: 484,9 cm (487,4 cm)
- Breedte: 179,8 cm
- Hoogte: 137,9 cm (140 cm)
- Wielbasis: 269,2 cm

De modeljaren 1989 – 1991 was de auto qua lengte wat gegroeid en had de volgende lengte:
- Sedan: 488,2 cm
- Wagon: 490,7 cm

De auto werd gefabriceerd in Atlanta (Georgia) en in Chicago (Illinois).
In 1991 zakte de verkoop tot net iets boven de 100.000 stuks per jaar, zodat het tijd werd voor de tweede generatie.

## De tweede generatie (1992 - 1995)

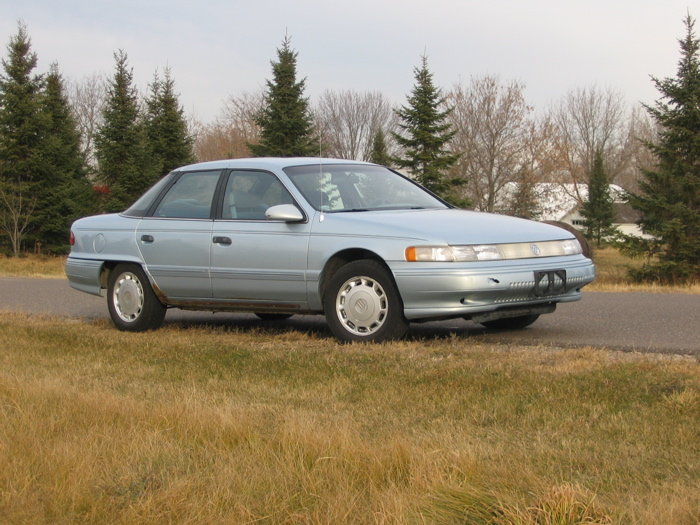
De tweede generatie in sedan-uitvoering

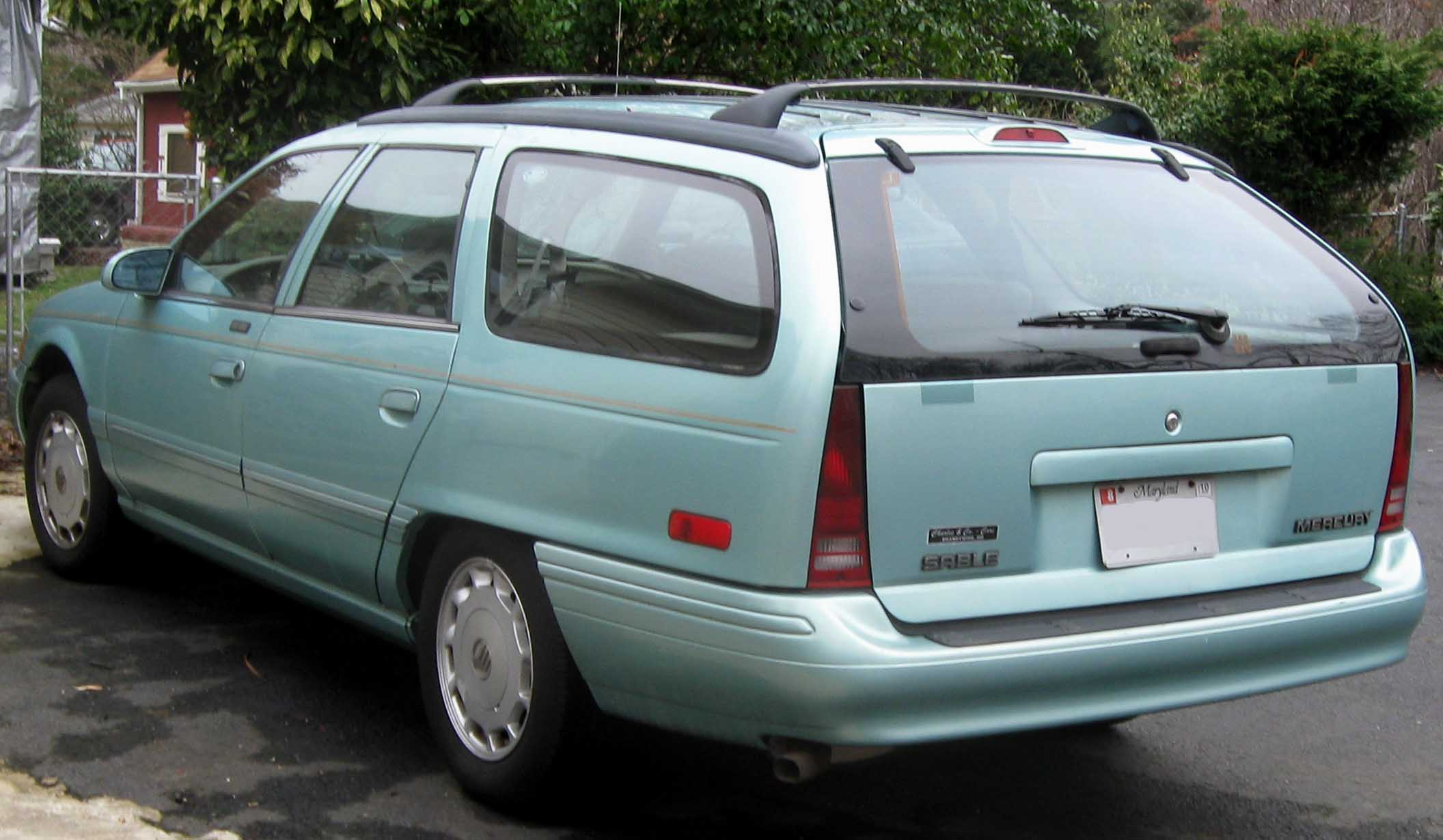
De wagon-uitvoering

De Sable kreeg zijn eerste significante cosmetische update in 1992, zowel het interieur als het exterieur werden gemoderniseerd.
Deze operatie kostte Ford in die tijd 650 miljoen dollar.
De tweede generatie is van 1992 tot 1995 op de markt geweest en is het makkelijkst te herkennen aan de iets minder hoge lightbar aan de voorzijde van de auto.
Ondanks dat het model hetzelfde ontwerp gehouden had, waren alle delen behalve het dak gerestyled. Ook was het interieur compleet vernieuwd. In die tijd was het model het eerste in zijn klasse dat als optie side-airbags had.
De ingezakte verkopen van de eerste generatie werden door de komst van de tweede generatie goed gemaakt: in het jaar 1992 verkocht Mercury zo’n 410.000 Sables, een aantal dat zelfs vandaag de dag tot de verbeelding spreekt.
Het tweelingmodel van de Sable, de Ford Taurus, is al de jaren dat de tweede generatie op de markt is geweest het best verkochte model van de Verenigde Staten geweest.
In 1993 verdween de “Instaclear” (verwarmde windschermen) van de markt en werd de passagiersairbag standaard. In 1994 kwam er een nieuw ontworpen side airbag en bestuurdersairbag op de markt.
De wagon-versie was met nagenoeg dezelfde opties leverbaar als de sedan. De wagon was uitgerust met in ongelijke delen neerklapbare achterbank om de toch al niet kleine laadruimte verder te vergroten; ook beschikte deze over een achterklep waarvan ook alleen het raam geopend kon worden.
Van de wagon waren ook achtpersoonsversies op de markt; deze waren voorzien van een voorbank en een extra bankje in de laadruimte.
Het laatste jaar dat de tweede generatie op de markt was, was 1995. Voor dit modeljaar werd de zeldzame LTS geïntroduceerd, die zich ten opzichte van de andere onder andere onderscheidde door de leren kuipstoelen en de vele leren interieurdelen.
De tweede generatie was leverbaar met twee types motoren. Dit waren dezelfde motoren als in de eerste generatie, alleen de 2,5L was niet meer leverbaar. De tweede generatie stond net zoals de eerste generatie ook op het Ford D186-platform en werd ook ontworpen door Jack Telnack. Ook werd de auto in dezelfde plaatsen geproduceerd.
De auto had de volgende afmetingen (tussen de haakjes staan de afmetingen van de wagon indien deze afwijkend zijn):
- Lengte: 488,2 cm (490,7 cm)
- Breedte: 180,8 cm
- Hoogte: 138,2 cm (141 cm)
- Wielbasis: 269,2 cm

## De derde generatie (1996 - 1999)

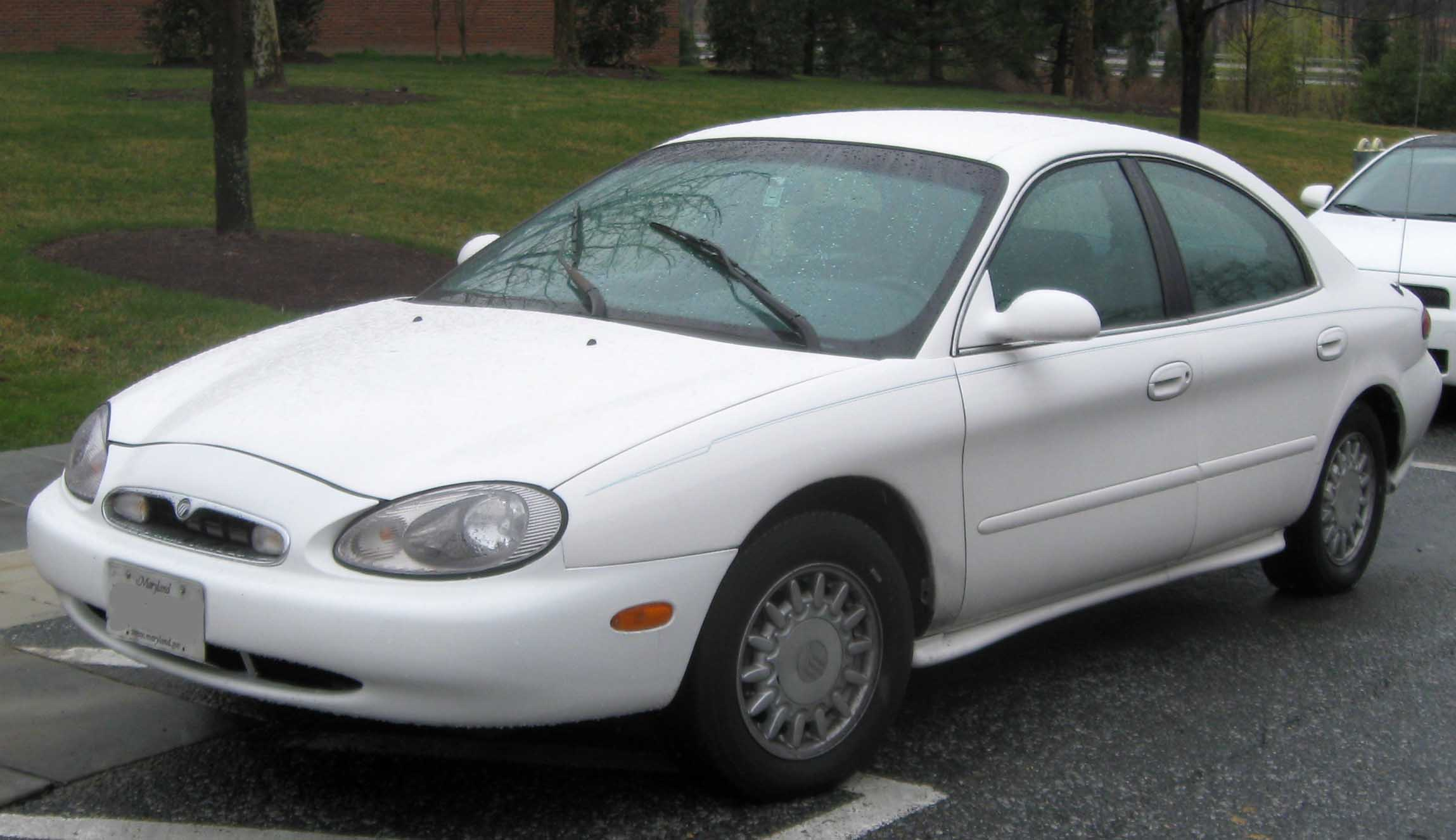
De derde generatie met de kenmerkende ovale koplampen

De in 1996 geïntroduceerde derde generatie was een volledig gerestylde Sable. Ford hoopte hiermee hetzelfde succes te behalen als het gehad had bij de introductie van de eerste Sable in 1986.
De lightbars tussen de beide koplampen waren verdwenen, en men had ervoor gekozen een ovaal thema te gaan gebruiken. Dit controversiële thema werd niet goed ontvangen bij de pers en het publiek, en kreeg uiteindelijk de schuld van de dip in de verkoopcijfers.
Bij de introductie van dit model had Ford geprobeerd het model wat hoger in de markt te plaatsen, en het paste ook de prijs hierop aan wat eventuele kopers weghield bij dit model.
Om de tegenvallende verkopen tegen te gaan besloot Ford de prijs voor het jaar 1997 te verlagen, en deze trend werd doorgezet in het jaar 1998. In 1998 kwam er een lichte facelift om de kosten te drukken, hetgeen een $2000 lagere aanschafprijs veroorzaakte en toen men in 1999 bleef zakken met de prijs kwamen diverse opties te vervallen.
De derde generatie was leverbaar met een 200 pk sterke 3.0L Dohc Duratec 30v6-motor en een lichtere 145 pk 3.0L SFI Vulcan V6-motor.
De type-aanduiding van de eerste twee generaties van de Sable bleef gehandhaafd: GS voor de basisversie en LS voor de luxueuzere versie. Met de introductie van de derde generatie kwam er een eind aan de LTS.
De derde generatie is van 1996 tot 1999 op de markt geweest en werd geproduceerd in Atlanta en Chicago en stond ook net zoals zijn twee voorgangers op het Ford D186 Platform, en net zoals zijn twee voorgangers was hij alleen leverbaar met automatische transmissie.
De auto had de volgende afmetingen (tussen de haakjes staan de afmetingen van de wagon indien deze afwijkend zijn):
- Lengte: 507,2 cm (505,7 cm)
- Breedte: 185,4 cm
- Hoogte: 140,7 cm (146,3 cm)
- Wielbasis: 275,6 cm

## De vierde generatie (2000 - 2005)

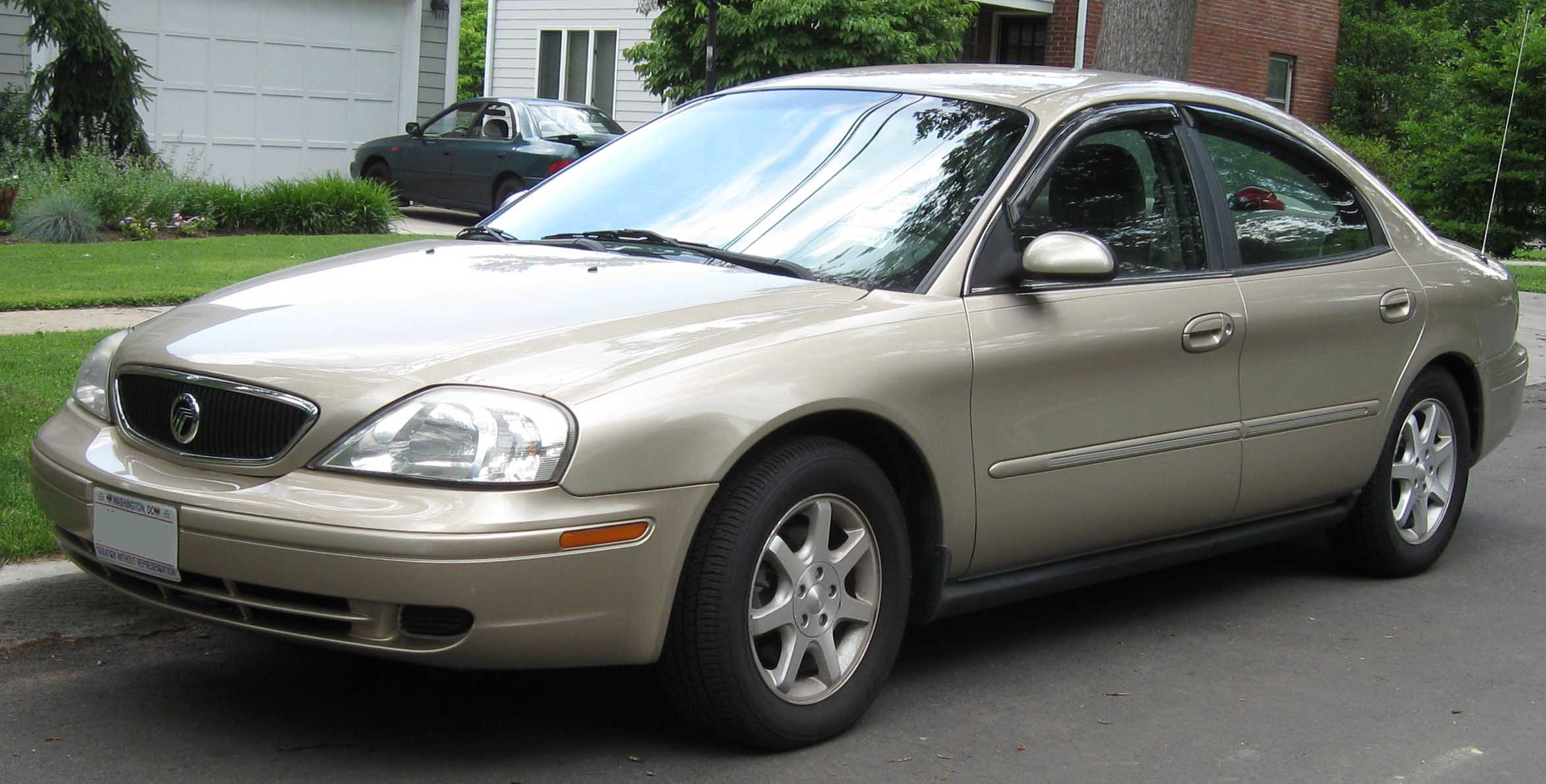
De sedanversie van de vierde generatie

De Sable werd in 2000 gerestyled: enkele ovale ontwerpelementen van de derde generatie werden geminimaliseerd, en er werd gekozen voor een meer conventionele styling.
Ook het dak werd langer om zo meer hoofdruimte te creëren voor de achterpassagiers. De langere en ruimere kofferruimte was ook een van de zaken waarmee men de auto functioneler maakte.
Het interieur ontkwam ook niet aan een complete restyling: het geïntegreerde consolesysteem waarin de audio en de climate control zaten bleven gehandhaafd in de vierde generatie.
Men had voor de vierde generatie gekozen voor een wat zachtere vering.
Om de kosten en de prijs te drukken was men genoodzaakt enkele zaken van de derde generatie te laten vallen. Zo verdwenen onder meer de schijfremmen op alle vier de wielen.
Het 2002-model was voorzien van enkele extra’s waaronder een elektrisch bedienbare bestuurdersstoel, een CD-speler in de GS-uitvoering, en een elektrisch bedienbaar open dak of een leren interieur in de LS-uitvoering. Tevens werden op alle modellen zij-airbags en traction control als optie leverbaar.
Het 2004-model onderging enkele cosmetische veranderingen waarvan de geheel in chroom uitgevoerde grille het meest in het oog springende detail was. Aan de binnenkant werd een nieuw stuurwiel gemonteerd en er kwamen andere meters in het dashboard.
De vierde generatie is nooit officieel geleverd geweest in Canada; deze generatie is alleen via de officiële kanalen geleverd in Mexico en de Verenigde Staten.
De in 2005 geïntroduceerde Montego en de in 2006 geïntroduceerde Milan waren gepresenteerd als de opvolgers van de Sable. Kort na de introductie van de Montego werd de productie van de Sable stilgelegd.
De vierde generatie is van 2000 tot 2005 op de markt geweest, en werd opnieuw geproduceerd in Atlanta en in Chicago. Dit model stond opnieuw op het Ford D186-platform en was opnieuw alleen leverbaar met een automaat.
Men had de keuze uit twee motoren: de 155 pk sterke 3.0L SFI Vulcan V6 en de 200 pk sterke 3.0L DOHC Duratec 30 V6-motor. Men had daarnaast opnieuw de keuze uit twee uitrustingsniveaus: de standaard GS-uitvoering en de luxueuzere LS-uitvoering.
De auto had de volgende afmetingen (tussen de haakjes staan de afmetingen van de wagon indien deze afwijkend zijn):
- Lengte: 507,5 cm (502,4 cm)
- Breedte: 185,4 cm
- Hoogte: 141 cm (146,8 cm)
- Wielbasis: 275,6 cm

## De vijfde generatie (2008 - 2009)

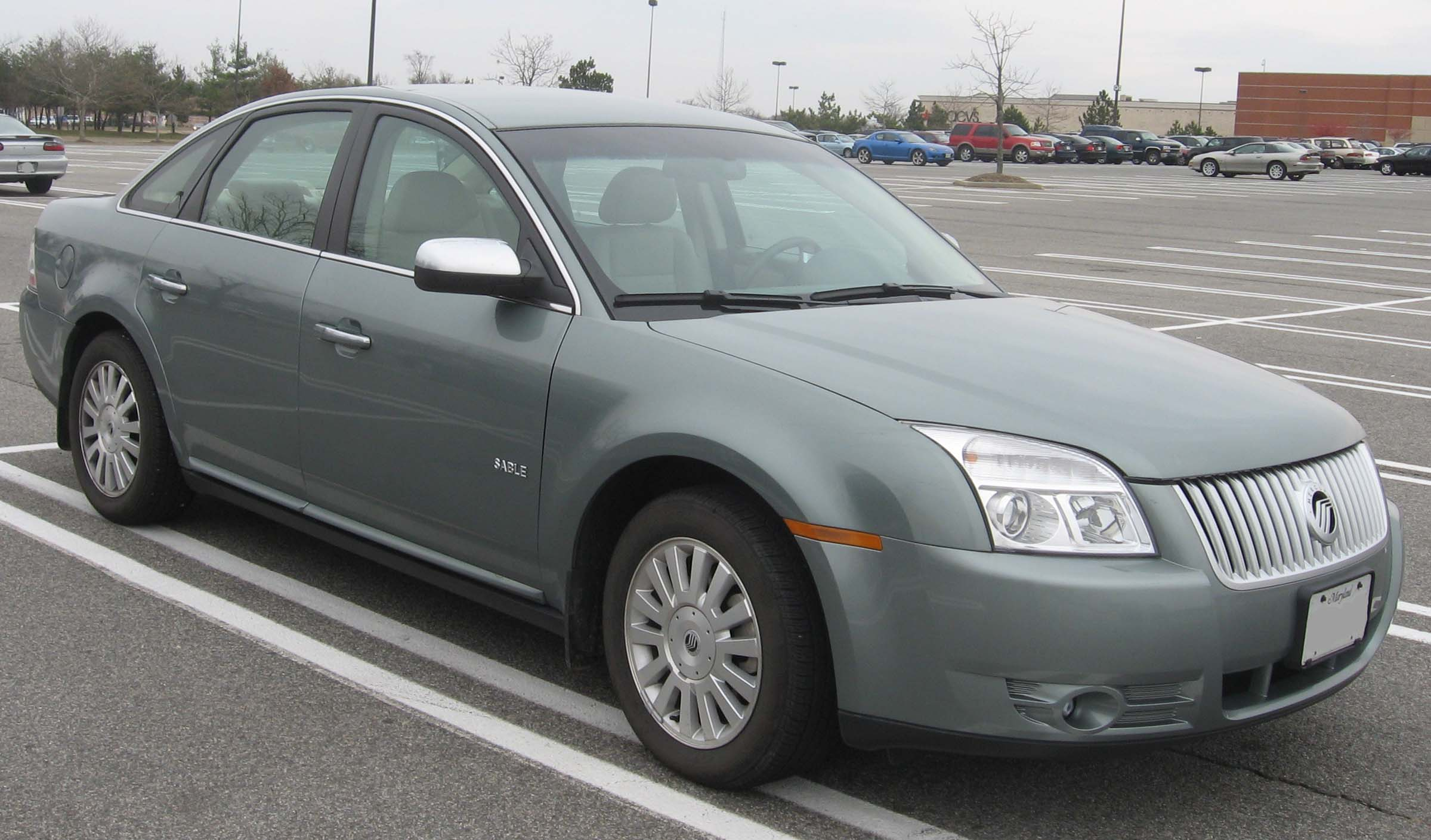
2008 Mercury Sable

De vijfde generatie van de Sable kwam in 2008 op de markt, en verving de Montego. Ford koos hier onder meer voor vanwege de betere naamsbekendheid van de Sable ten opzichte van de Montego.
De Sable was gebaseerd op de Taurus, die de Ford Five Hundred verving. De Sable en Taurus waren een doorontwikkeling van de Ford Five Hundred.
De Sable verschilde ten opzichte van de Taurus in een luxueuzere uitstraling en uitrusting. Daarnaast had de Sable de bekende Waterfall-grille, alsook afwijkende koplampen ten opzichte van de Taurus.
De vijfde generatie had de beschikking over een 263 pk sterke 3.5L Cyclone V6-motor, gekoppeld aan een automatische zesversnellingsbak. De auto werd geproduceerd in Chicago en was leverbaar met voorwielaandrijving en vierwielaandrijving, en stond op het Ford D3-platform. De Sable werd alleen geleverd als Sedan.
De auto werd ontworpen door J.Mays.
De auto had de volgende afmetingen:
- Lengte: 509,0 cm
- Breedte: 189,2 cm
- Hoogte: 156,2 cm
- Wielbasis: 286,8 cm
- Gewicht: 1654 kg voorwielaandrijving / 1732 kg vierwielaandrijving

De Sable werd in 2010 niet als een variant op de nieuwe generatie Ford Taurus uitgebracht. Op 4 januari 2011 werd Mercury als merk opgeheven en als gevolg daarvan is er geen nieuwe generatie Sable meer uitgekomen.

## Speciale uitvoeringen
Er zijn door Mercury een paar speciale uitvoeringen van de Sable op de markt gebracht. Al deze speciale uitvoeringen waren van de eerste generatie.
In 1987 kwam de “LS monochrome edition” op de markt die als optie was uitgevoerd met bumpers, sideskirts en witte banden.
Mercury bestond in 1989 vijftig jaar. Om dat te vieren bracht men een speciale uitvoering van de Sable op de markt: de “50th anniversary edition” die tussen de GS en de LS geplaatst werd. Deze uitvoering was tevens een testcase voor Mercury om een wat sportievere en luxueuzere versie op de markt te brengen: de LTS.
Speciaal voor de 1988 Detroit Sae motor show heeft Mercury eenmalig een cabrioletuitvoering gemaakt van de Sable. Dit was een tweedeurs carrosserie die nooit op de markt gebracht is, en waarvan er slechts één gemaakt is. Deze auto heeft jarenlang in magazijnen gestaan en is uiteindelijk in 2006 via e-Bay verkocht.

## In populaire media
In de sciencefictionfilm Coneheads rijdt het hoofdpersonage uit deze film in een Sable GS uit 1992, met een uitneembaar open dak, waardoor hij zijn “cone”-hoofd kon steken. Aan het einde van de film is de auto meegenomen naar de planeet “Remulak”.